# Municipio de Beaver (condado de Dallas)
El municipio de Beaver (en inglés, Beaver Township) es una subdivisión administrativa del condado de Dallas, Iowa, Estados Unidos. Según el censo de 2020, tiene una población de 511 habitantes.
Abarca una zona mayoritariamente rural, con un solo núcleo urbano, la pequeña ciudad de Bouton.

## Geografía
Está ubicado en las coordenadas 41°48′52″N 93°59′48″O / 41.81444, -93.99667 (41.814355, -93.996623). Según la Oficina del Censo de los Estados Unidos, tiene una superficie total de 93.09 km², de la cual 93.03 km² corresponden a tierra firme y 0.06 km² es agua.

## Demografía
Según el censo de 2020, hay 511 personas residiendo en la zona. La densidad de población es de 5.5 hab./km². El 90.22 % son blancos, el 0,20 % es afroamericano, el 0.98 % son asiáticos, el 0.59 % son de otras razas y el 8.02 % son de una mezcla de razas. Del total de la población, el 1.96 % son hispanos o latinos de cualquier raza.